# Annales mosellani
Die Annales mosellani (oder mosellenses, abgekürzt AM) sind ein Teil der Reichsannalen des Fränkischen Reichs; sie decken die Jahre 703 bis 798 ab, sind kurz und unliterarisch, haben aber eine große Bandbreite und gelten als zuverlässig.
Johann Martin Lappenberg entdeckte die Annalen in einem Manuskript der Russischen Nationalbibliothek in Sankt Petersburg und gab sie 1859 für die Monumenta Germaniae Historica heraus. Zur Herkunft bestimmte er das obere Moselbecken, auf das die Annalen beständig Bezug nehmen, und benannte sie entsprechend. Wilhelm von Giesebrecht schlug später vor, sie der iroschottischen Gemeinschaft zuzuordnen, die von Pippin dem Mittleren im Kloster Sankt Martin in Köln etabliert worden sei. Eine Randnotiz, die auf Folio 81 auf das Domesday Book (1086) verweist, legt die Entstehungszeit des Manuskripts, das die einzige erhalten gebliebene Kopie der Annalen darstellt, auf das späte 11. oder frühe 12. Jahrhundert fest sowie Nordfrankreich als Entstehungsort.
Der Text der Annales mosellani ist bis zum Jahr 785 einschließlich mit dem der Annales laureshamenses (Lorscher Annalen), die ebenfalls im Jahr 703 beginnen, und dem  Fragmentum chesnii , das im Jahr 768 beginnt, identisch. Die erste Hälfte des Eintrags für 786 ist in den Annales laureshamenses und dem Fragmentum chesnii identisch, fehlt aber in den Annales mosellani, die das ganze Jahr 786 nicht enthalten. In der Konsequenz sind in den Annales mosellani alle weiteren Einträge um ein Jahr nach vorne verschoben. Vermutlich stammen alle drei Zusammenstellungen vom gleichen Manuskript ab, das 785 in der Abtei Lorsch erstellt wurde, wobei für die Annales laureshamenses und dem Fragmentum chesnii eine spätere Version vorlag, die kurze Angaben zur ersten Hälfte des Jahres 786 bereits enthielt. Heinrich Fichtenau hingegen nimmt an, dass die Annales mosellani auf den Annales laureshamenses beruhen.
Die Angaben in den Annales mosellani sind nicht auf das Frankenreich beschränkt. Für das Jahr 713 erwähnen sie den Tod der Äbtissin Ælfflæd von Whitby und von König Ealdwulf von East Anglia. Die Information ist auch in den Annales laureshamenses, Annales alemannici, Annales nazariani und den Annales guelferbytani  enthalten, den einzigen Quellen für den Tod Ealdwulfs. Es ist möglich, dass die Abtei Whitby die Todesnachrichten gemeldet hatte, und das Ealdwulfs Mutter Hereswith, die sich in die Abtei Chelles zurückgezogen hatte, die Meldung erhielt.

## Ausgabe
- Georg Heinrich Pertz u. a. (Hrsg.): Scriptores (in Folio) 16: Annales aevi Suevici. Hannover 1859, S. 491–499 (Monumenta Germaniae Historica, Digitalisat)